# Соф'янівський резерват
Соф'янівський резерват — загальнозоологічний заказник місцевого значення. Об'єкт розташований на території Маневицького району Волинської області, ДП «Маневицькие ЛГ».
Площа — 567 га, статус отриманий у 1993 році.
Охороняється лісовий мавсив на місці колишніх вирубок, де зросають вільха чорна та верба козяча віком 50-70 років. У трав'яно-чагарничковому ярусі ростуть орляк звичайний, безщитник жіночий, щитник чоловічий, ожина сиза, журавлина болотна, брусниця, лохина, кропива дводомна та багно звичайне. 
Слугує відтворювальною ділянкою різних видів мисливських тварин: лось, свиня дика, сарна європейська, заєць сірий та інші.
Трапляються рідкісні види рослинта тварин: плаун колючий, лелека чорний, пугач звичайний, змієїд, підорлик малий, що охороняються Червоною книгою України та додатками міжнародних конвенцій.
Заказник під загрозою через плани видобутку торфу КП «Волиньприродресурс».